# Kevin Schulze (Fußballspieler)
Kevin Schulze (* 25. Januar 1992 in Wittingen) ist ein deutscher Fußballspieler.

## Karriere
Nachdem er mit den A-Junioren Deutscher Meister 2011 geworden war, wechselte Schulze aus der eigenen Jugend zur zweiten Mannschaft des VfL Wolfsburg. Er spielte zwei Jahre in der Regionalliga Nord, bevor er im Sommer 2013 zum Zweitligisten SpVgg Greuther Fürth wechselte. Nachdem er in der ersten Mannschaft nicht zum Zug gekommen war, wechselte Schulze im Januar 2014 auf Leihbasis zu Holstein Kiel. Sein Debüt in der 3. Liga gab er am 23. Spieltag gegen den Halleschen FC, wo er bei der 0:1-Niederlage für Patrick Breitkreuz eingewechselt wurde. In der Saison 2014/15 wechselte Schulze ablösefrei zum Regionalligisten Wacker Nordhausen.
Von 2018 bis 2020 spielte Schulze für Lok Leipzig. Seit 2020 läuft er in der Landesliga Niedersachsen
für den SSV Vorsfelde auf. In der Spielzeit 2022/2023 gelang ihm mit dem Verein der Aufstieg in die Oberliga Niedersachsen.

## Erfolge
- A-Junioren-Bundesliga-Meister: 2010/11
- SHFV-Pokal-Sieger: 2013/14
- Regionalliga Nordost-Meister: 2019/20